# Homaliodendron squarrulosum
Homaliodendron squarrulosum är en bladmossart som beskrevs av Fleischer 1906. Homaliodendron squarrulosum ingår i släktet Homaliodendron och familjen Neckeraceae. Inga underarter finns listade i Catalogue of Life.